# Serica laguna
Serica laguna är en skalbaggsart som beskrevs av Saylor 1935. Serica laguna ingår i släktet Serica och familjen Melolonthidae. Inga underarter finns listade i Catalogue of Life.